# 東大紛争
東大紛争（とうだいふんそう）は、1968年から1969年にかけて続いた東京大学における大学紛争で、東大闘争とも呼ばれる。主に学部生・大学院生と当局の間で、医学部処分問題や大学運営の民主化などの課題を巡り争われた。

## 沿革
1960年代後半、全国の医学部で学部生と研修医によって、全学連医学協や青医連が始めたインターン制度廃止を軸とした研修医の待遇改善運動が台頭し、東京大学医学部はその中心的拠点校であった。
1968年1月、医学部学生大会は登録医制導入阻止や附属病院の研修内容改善などを掲げて、無期限ストライキ突入を決議し、医学部は紛争状態に入った。2月、学生と医局員の衝突事件が起きると、大学当局は学生・研修医17名を処分したが、まもなくその中の学生の1人が誤認処分された疑いが強まる。
学生側は処分撤回を求めたが、東京大学側は一歩も譲らず、紛争は停滞局面に入った。6月中旬には、局面打開を意図した一部急進派学生が、自治会の統制を離れて安田講堂を占拠した。これに対し、大河内一男総長は6月17日に警視庁機動隊を学内に導入し、占拠学生を退去させた。
この機動隊導入は、当局自身の手による大学自治の放棄であるとして、学部を超えて多数の学生と教職員の反発を招き、紛争を全学に拡大させる結果となった。自治会中央委など東大七者連絡協議会の呼びかけで、法学部を除く全学部の自治会は1968年6月20日、機動隊導入に抗議する一日ストを行い、安田講堂前で開かれた抗議集会には約6,000人が参加した。
1968年7月上旬には、各自治会執行部より急進的な一部の大学院生らにより安田講堂は再び占拠され、これに新左翼セクトが加わり、東大闘争全学共闘会議が結成された。東大全共闘は当局に医学部処分撤回や機動隊導入の自己批判などを求める「七項目要求」を掲げ、自治会中央委に代わって学生の支持を集めた。当局は8月10日に七項目要求のうち6項目を受け入れる解決案を告示したが、全共闘はこれを拒否し、紛争は後期にもつれこんだ。10月上旬には全共闘主導で全学部自治会が無期限ストに入った。
1968年秋に入ると、全共闘が「東大解体」を主張し、「全学バリケード封鎖」へと戦術を過激化させたのに加え、ストの長期化や民青系の巻き返しにより、11月には学部生の間で東大民主化行動委員会（民青系）と無党派学生グループ（クラス連合、有志連合、大学革新会議など）が台頭し、全共闘と激しく対立した。授業は停止し、セクト同士が睨み合い、どこかで内ゲバの悲鳴が聞こえるという状況になっていた。
一方東京大学首脳部では、1968年11月1日に大河内総長以下学部長全員が辞任し、後日加藤一郎を総長代行とする新執行部が構築され、紛争収拾に動き始めた。加藤代行は11月中旬、学生側へ紛争解決のために全学集会の開催を呼びかけ、これに七者協や民主化行動委が呼応して各学部・院系から「統一代表団」を選出する運動を始めた。11月から12月にかけて民主化行動委と無党派グループは共同して各学部の学生大会に代表団を選挙させ、統一代表団を形成。
1969年（昭和44年）1月10日、全学集会で加藤代行と統一代表団は「確認書」を取り交わした。確認書は10項目からなり、医学部処分の白紙撤回や自治活動の自由化、今後の大学改革の方向性などを定めていた。全学集会に前後して各学部・院系のストは相次いで解除され、東大生の多数派が警視庁を相手とする紛争から離脱した。
一方、少数派となった全共闘は闘争継続を主張して安田講堂等校舎の占拠・封鎖を続けたため、1969年1月18日から19日にかけて、警視庁の出動要請を受けた機動隊が、安田講堂の封鎖解除と共闘派学生の大量検挙を行った（東大安田講堂事件）。これで全共闘は大きな打撃を受け、紛争は収拾された。さらに1969年（昭和43年度）の東大入試は、佐藤内閣が中止を決定。全共闘は安田講堂事件以後、急速に退潮し1969年中には東大紛争は完全に収束するに至った。
安田講堂事件を含めた東大紛争では、767人が逮捕され、616人が起訴された。一審判決で133人に実刑判決、400人超が執行猶予付き有罪判決、無罪判決12人であった。

## 年表
- 1968年（昭和43年）
  - 1月29日　東大医学部の学生がインターン制度に代わる登録医制度に反対し、無期限ストに突入。
  - 3月12日　医学部は、2月19日の医局長缶詰事件で17人の処分を発表。
  - 3月26日　処分された学生のうち1人につき、東大側の誤認の可能性があると教授懇談会で医学部講師2名が報告。
  - 3月28日　医学部全闘委の学生が安田講堂での卒業式実力阻止を図った為、大学側は卒業式を中止。
  - 4月12日　入学式強行。
  - 6月15日　医学部全闘委の学生が安田講堂を占拠。
  - 6月17日　大河内総長の要請で、警視庁機動隊1200人が同大学構内に出動し、学生らは退去。
  - 6月18日　全学闘争連合(全斗連)が結成。(大学院生を中心とした組織)
  - 6月20日　警察導入に抗議して、法学部を除く9学部が一斉に一日スト。1960年の安保闘争時以来初。
  - 6月26日　東大文学部無期限ストに突入。
  - 6月28日　大河内一男総長出席の安田講堂での「総長会見」。約3000人が参加し、溢れた2000人もの学生はテレビ中継した別の教室集会に参加という形式を採った。
  - 7月2日　反日共（反共産党）の日本の新左翼系の学生ら、250人が安田講堂をバリケードで封鎖。
  - 7月5日　東大闘争全学共闘会議（東大全共闘）結成（全共闘議長・山本義隆）。教養学部も無期限ストに突入。
  - 7月9日　テント村開設
  - 7月16日　全共闘、七項目要求確認。　
  - 7月24日　東大全学助手共闘会議結成。
  - 8月10日　『8・10告示』といわれる大学側最終案が出されるが、一方的な告示という形式で成された事に反発を買う。
  - 8月28日　全学共闘会議の学生約200人が医学部本館を占拠。
  - 9月7日　病院封鎖反対を叫んで学外の民青同盟が行動。
  - 9月9日　医学部卒業試験が極秘で行われ、受験対象者の内過半数に満たない45名のみが受験。残り60名はボイコット。
  - 9月16日　本郷構内の5学部で学生大会、学部大会を開く。医学部の学部集会には教官、学生約1300人が参加。9月9日の試験は延期と提唱し、その試験を受験した45名はショックを受ける。
  - 9月18日　医学部緊急教授会で、卒業試験を一時延期、当分休講を発表。
  - 9月22日　全共闘の学生約250人が医学部附属病院外科系医局・研究棟にバリケードを築き、封鎖する。
  - 9月27日　医学部赤レンガ館封鎖。初の自主封鎖。
  - 10月12日　法学部無期限スト突入。開校以来初の10学部「無期限スト」
  - 10月18日　東大医学部神経内科の医局員15人全員が教授会に抗議し、25日以降スト終了まで一切の診察を有給者のみで行うと決議。無給医診療拒否。
  - 11月1日　東大評議会で大河内一男総長の辞任を承認。紛争の発端となった医学部の豊川行平前医学部長、上田英雄前東大病院院長の東大教授退官を承認。10学部の当時の学部長全員も辞任。
  - 11月4日　新学部長会議で加藤一郎法学部長を学長事務取扱（代行）に選出。文学部の法文2号館で文学部学生の処分を巡る「大衆団交」が始る。
  - 11月6日　林健太郎文学部長、岩崎、堀米両評議員の3人は禁足。成瀬助教授は疲労で退場。教授側は「不法監禁」と掲示。
  - 11月8日　100時間を超え、教官有志は「基本的人権の重大な侵害。大学を無法地帯とする愚挙。」と声明を発表。35名が署名。三島由紀夫、阿川弘之ら学者・文化人グループは「緊急の訴え」を出す。
  - 11月12日　林文学部長はドクターストップのため、173時間ぶりに解放。緊急入院をする。総合図書館前で全共闘と民主化行動委員会（民青系）（議長：三浦聡雄医学部生）が全学封鎖を巡り乱闘。
  - 11月14日　法学生大会、全学封鎖反対決議。全共闘側の敗色が濃厚となる。
  - 11月18日　全学集会で東大当局と全共闘との予備折衝物別れとなる。
  - 11月19日　工学生大会、全学バリ封鎖反対可決。総長代行らと統一代表団準備会（日共系）との予備折衝。この頃から他大学の活動家が全共闘に参加するようになった。
  - 11月22日　「東大・日大闘争勝利全国学生総決起大会」開催。東大闘争の天王山、全学バリケード封鎖の強行の挫折。図書館封鎖。学生側は自主管理で駒場祭開催。
  - 12月29日　加藤学長代行と坂田道太文相が会談、「現状のままでは入試中止。1969年1月15日までにスト解除・授業再開の見通しが立てばその時点で再考」とすることで意見が一致した。文部省（当時）が、大学側の意向を無視し1969年度の東大入試中止を発表する。東京教育大学も体育学部を除く入試中止を決定。
  - 12月31日　大晦日の夜、解放講堂から「歓喜の頌歌」が時計台放送により同時放送される。
- 1969年（昭和44年）
  - 1月1日　元旦の朝、教育学部・赤門周辺で民青同盟による「暁の大合唱」が催される。
  - 1月4日　加藤総長「非常事態」宣言。
  - 1月9日　全共闘、教育・経済学部の民青を攻撃。加藤総長の要請で機動隊が大学構内に入る。
  - 1月10日　秩父宮ラグビー場で7学部代表団と大学側の集会。十項目確認書作成。駒場共闘100人以上逮捕。
  - 1月14日　駒場共闘、駒場キャンパス第8本館に籠城。民青、一般学生、教官、機動隊と攻防。(21日撤収)
  - 1月15日　「全都労学決起集会」開催。
  - 1月16日　加藤総長が機動隊に本郷キャンパスのバリケード撤去を要請する。
  - 1月18日から翌19日にかけて、封鎖解除実行（安田講堂攻防戦）。東大内での逮捕者は600名以上。学生支援のため神田・本郷界隈で神田カルチェ・ラタン闘争発生。
  - 1月20日　東大当局が入試中止を受け入れる。
  - 3月3日　学生と学校側の団交中に佐藤重平がふざけた態度をしたとして、柏崎千枝子が佐藤を殴る。4月22日、監禁容疑で柏木は目黒署に逮捕される。